# Бутовское
Бутовское (укр. Бутівське) — село в Приютовской поселковой общине Александрийского района Кировоградской области Украины.
Население по переписи 2001 года составляло 510 человек. Почтовый индекс — 28091. Телефонный код — 5235. Код КОАТУУ — 3520383802.